# トゥーロフ公
トゥーロフ公（ロシア語: князь Туровский）は、10世紀 - 14世紀にベラルーシ南部に存在した、トゥーロフ公国の君主の称号である（「公」は「クニャージ」からの訳出による）。
（留意事項）
- 各人物は、文献によっては「～世」・「～公」等の数えや通称の併記、あるいは洗礼名での表記などにより、異なる表記がなされている可能性がある。
- 各人物は、他の称号の元で異なる数えがなされる可能性がある。（例：ヤロスラフ・イジャスラヴィチはトゥーロフ公としては1人目のヤロスラフであるが、キエフ大公としては「ヤロスラフ2世」となる。）

## トゥーロフ公の一覧
伝説的な公
- トゥルィ[注 1]

トゥーロフ公
- スヴャトポルク・ウラジミロヴィチ（在位：988年 - 1015年）
- イジャスラフ・ヤロスラヴィチ（在位：1054年）
- ヤロポルク・イジャスラヴィチ（在位：?）
- スヴャトポルク・イジャスラヴィチ（在位：1093年）
- ブリャチスラフ・スヴャトポルコヴィチ（在位：1118年? - 1123年）
- ヴャチェスラフ・ウラジミロヴィチ（在位：1127年 - 1132年、1134年 - 1142年、1143年 - 1146年）
- スヴャトスラフ・フセヴォロドヴィチ（在位：1142年、1154年）
- ヤロスラフ・イジャスラヴィチ（在位：1146年）
- アンドレイ・ユーリエヴィチ（在位：1150年 - 1151年）
- ボリス・ユーリエヴィチ（在位：1156年 - 1157年）

トゥーロフ・ピンスク公
- ユーリー・ヤロスラヴィチ（在位：1157年 - 1167年）
- イヴァン・ユーリエヴィチ（在位：1167年 - 1170年頃、1195年 - 1207年）
- スヴャトポルク・ユーリエヴィチ（在位：1170年以降 - 1190年）
- グレプ・ユーリエヴィチ（在位：1190年 - 1195年）

トゥーロフ公
- アンドレイ・イヴァノヴィチ（在位：? - 1223年）
- ウラジーミル・スヴャトポルコヴィチ（在位：1223年 - 1228年）
- ユーリー・アンドレエヴィチ(be)（在位：1228年 - ?）

ドゥブロヴィツァ公
- グレプ・ユーリエヴィチ（在位：1182年 - 1190年）
- アレクサンドル・グレボヴィチ（在位：?）1223年死亡